# Handschriften des Nibelungenliedes und der Nibelungenklage
Das Nibelungenlied und die Nibelungenklage sind in mehreren unterschiedlichen handschriftlichen Fassungen aus dem 13. bis 16. Jahrhundert überliefert. Die nachfolgende Liste versucht, einen Überblick über die bisher aus Literatur bekannten Manuskripte zu geben.
Die UNESCO hat im Juli 2009 die drei wichtigsten und vollständigsten Handschriften des Nibelungenlieds A, B und C in das Weltdokumentenerbe aufgenommen.
Die einzelnen Handschriften sind mit ihren Sigeln und weiteren Identifikatoren wie Signaturen und Inventarnummern gelistet. Die Angaben folgen primär den Einträgen im Handschriftencensus und nachrangig den Angaben Karl Lachmanns. Bei Sammelhandschriften wird auf mit eingebundene themenfremde Texte hingewiesen, diese werden aber nicht eingehender erfasst. Fragmente von Handschriften, die auf mehrere Archive verteilt liegen, sind auf ihre individuellen Standorte aufgeschlüsselt und mit Querverweisen versehen. Das Sigel verlinkt zu existierenden Artikeln der individuellen Handschriften. Weiterführende Handschriftenbeschreibungen und Literaturangaben sind über die Weblinks zum Handschriftencensus (HSC) oder zu den Katalogangaben der jeweiligen Archive aufrufbar. Soweit Werke im Handschriftenportal (HSP) erfasst sind, können die dortigen Einträge über den Link HSP aufgerufen werden.
| Sigel Alternativname                            | Ort Institution Signatur                                          | Inhalt                                                      | Datierung                            | Umfang | Sprache                                                | Bemerkung | HSC HSP  | Online                                 | Abbildung |
| ----------------------------------------------- | ----------------------------------------------------------------- | ----------------------------------------------------------- | ------------------------------------ | --- | ------------------------------------------------------ | --- | -------- | -------------------------------------- | --------- |
| A Hohenems-Münchener Handschrift                | München, Bayerische Staatsbibliothek Cgm 34                       | Nibelungenlied Fol. 1r–47v, Klage Fol. 47v–58v              | vor 1280                             | 60 Blätter. | Alpenländischer Sprachraum, Nachtrag in schwäbisch     | Mitüberlieferung geistliche Kurztexte Fol. 58v–60r. Ehemals: Cim. 26, davor Cim. III. 4. B. 1779 in der Bibliothek von Schloss Hohenems entdeckt. Um 1779 im Besitz der Maria Walburga Erbgräfin Harrach-Lustenau-Hohenems (1762–1828) auf Schloss Hohenems. 1807 Dr. jur. Schuster, Prag. Seit 1810 Bayerische Hofbibliothek München. Seit 2009 Weltdokumentenerbe. | 1483 HSP | Katalog Digitalisat                    |           |
| B St. Gallener Handschrift                      | St. Gallen, Stiftsbibliothek St. Gallen Cod. Sang. 857            | Nibelungenlied S. 291–416, Klage S. 416–451                 | Mitte 13. Jh.                        | 318 Blätter. | bairisch-alemannisch (Südtirol bzw. südostalemannisch) | Mitüberlieferung: Wolfram von Eschenbach: Parzival Fassung D, S. 5–288; Der Stricker: Karl der Grosse Fassung G, S. 452–558; Wolfram von Eschenbach: Willehalm S. 561–691; Friedrich von Sonnenburg: Fünf Sangspruchstrophen S. 693. Seit 2009 Weltdokumentenerbe.                                                                                                   | 1211     | Katalog' Digitalisat                   |           |
| C Donaueschinger Handschrift                    | Karlsruhe, Badische Landesbibliothek Cod. Donaueschingen 63       | Nibelungenlied Fol. 1r–89r, Klage Fol. 89r–114v             | 2. Viertel 13. Jh.                   | 114 Blätter. 6 Blätter Textverlust in der 8. Lage. | alemannisch-bairisch                                   | Ehemals: Fürstlich Fürstenbergische Hofbibliothek Donaueschingen Cod. 63. Seit 2009 Weltdokumentenerbe. | 1482 HSP | Katalog Digitalisat                    |           |
| D Prunner Codex                                 | München, Bayerische Staatsbibliothek Cod. germ. 31                | Nibelungenlied Fol. 1v–144r, Klage Fol. 114r–168v           | 14. Jh                               | 169 Blätter. | bairisch                                               | Ehemals: Münchener Hofbibliothek Cim. 344. Von Wiguleus Hundt im Schloss Prunn gefunden, 1575 von Graf Joachim von Ortenburg an die Münchener Hofbibliothek gegeben. | 2641 HSP | Katalog Digitalisat                    |           |
| E                                               | Berlin, Staatsbibliothek zu Berlin Fragm. 44                      | Nibelungenlied                                              | 2. Drittel 13. Jh.                   | Fragment, 1 Doppelblatt. | bairisch-alemannisch                                   | Ehemals: Privatbesitz Karl Freiherr von Röder, Darmstadt. Schreiberidentität mit 4. Schreiber aus Stiftsbibliothek St. Gallen Cod. 857 und Österreichische Nationalbibliothek Cod. 13070. | 1063 HSP | Katalog Digitalisat                    |           |
| F                                               | Alba Iulia, Biblioteca Batthyaneu Cod. R III 70, Vorderspiegel    | Nibelungenlied                                              | 2. Hälfte 13. Jh.                    | Fragment, 1 Blatt, verschollen. Text als Leimabklatsch auf dem Spiegel des vorderen Buchdeckels erhalten. | bairisch-österreichisch                                | – | 1604     | –                                      | –         |
| G                                               | Karlsruhe, Badische Landesbibliothek Cod. Donaueschingen 64       | Klage                                                       | um 1300                              | Fragment, 1 Doppelblatt. | bairisch-ostalemannisch                                | – | 1083 HSP | Katalog Digitalisat                    |           |
| H                                               | Privatbesitz Pseudonym unbekannter Gönner, ohne Signatur          | Nibelungenlied                                              | 1. Hälfte 13. Jh., 1. Hälfte 14. Jh. | Fragment, 2 Doppelblätter. | bairisch                                               | Verschollen. Privatbesitz unbekannter Gönner, mitgeteilt von Bernhard Joseph Docen, München. Zeilen- und buchstabengetreue Abschrift aus dem Jahr 1824 in Staatsbibliothek zu Berlin mgf 825a. | 2634     | –                                      | –         |
| I                                               | Berlin, Staatsbibliothek zu Berlin Ms. germ. Fol 474              | Nibelungenlied, Klage                                       | um 1300                              | Fragment, 68 Blätter. | bairisch-österreichisch                                | Ehemals Burg Obermontani, Vinschgau (Südtirol) | 1084 HSP | Katalog Digitalisat                    |           |
| K1                                              | Berlin, Staatsbibliothek zu Berlin Ms. germ. Fol 587              | Nibelungenlied                                              | um 1300                              | Fragment, 1 Doppelblatt: Zugehörig: K2, K3, K4. | bairisch-österreichisch                                | – | 1088 HSP | –                                      | –         |
| K2                                              | Berlin, Staatsbibliothek zu Berlin Ms. germ. Fol 814              | Nibelungenlied                                              | um 1300                              | Fragment, 1 Doppelblatt. Zugehörig: K1, K3, K4. | bairisch-österreichisch                                | – | 1088 HSP | –                                      | –         |
| K3                                              | Dülmen, Herzog von Croÿ'sche Verwaltung Hausarchiv Nr. 54         | Nibelungenlied                                              | um 1300                              | Fragment, 2 Stücke eines Längsstreifens. Zugehörig: K1, K2, K4. | bairisch-österreichisch                                | – | 1088     | –                                      | –         |
| K4                                              | Koblenz, Landeshauptarchiv Koblenz Best. 701 Nr. 759,60           | Nibelungenlied                                              | um 1300                              | Fragment, 1 Blatt: Zugehörig: K1, K2, K3. | bairisch-österreichisch                                | – | 1088     | –                                      | –         |
| L                                               | Krakau, Jagiellonische Bibliothek Berol. mgq 635                  | Nibelungenlied                                              | Mitte 14. Jh.                        | Fragment, 2 Blätter und 20 Querstreifen. Zugehörig: L(b) – L(d). | rheinfränkisch                                         | Ehemals: Staatsbibliothek zu Berlin Ms. germ. Quart. 635; Privatbesitz Joseph Görres; Privatbesitz Karl Lachmann. | 15853    | –                                      | –         |
| L(b)                                            | Mainz, Martinus-Bibliothek: Inc. 712                              | Nibelungenlied                                              | Mitte 14. Jh.                        | Fragment, 2 seitlich beschnittene Blätter, 1 Doppelblatt, 1 Streifen vom oberen Rand eines Doppelblattes, Leimabklatsch eines Blattes, ausgelöstes Fragment und Leimabklatsch [z. T. verschollen]. Zugehörig: L, L(c), L(d). | rheinfränkisch                                         | – | 15853    | –                                      | –         |
| L(c)                                            | Mainz, Martinus-Bibliothek: Fragm. germ. 1                        | Nibelungenlied                                              | Mitte 14. Jh.                        | Fragment, 20 Längsstreifen bzw. Teile von Längsstreifen von 6 Blättern. Zugehörig: L, L(b), L(d). | rheinfränkisch                                         | – | 15853    | –                                      | –         |
| L(d)                                            | Mainz, Martinus-Bibliothek: StB-Ink. 1634                         | Nibelungenlied                                              | Mitte 14. Jh.                        | Fragment, Leimabklatsch im vorderen und hinteren Spiegel Fragment Leimabklatsch von zwei Doppelblättern. Zugehörig: L, L(b), L(c).                                                                                           | rheinfränkisch                                         | – | 15853    | –                                      | –         |
| M                                               | Linz, Oberösterreichische Landesmuseen: Ms. 122                   | Nibelungenlied                                              | um 1300                              | Fragment, 1 Blatt. | bairisch-österreichisch                                | Ehemals: Privatbesitz Johann Nepomuk Graf Ungnad von Weißenwolff, Linz. | 1677     | –                                      | –         |
| N1                                              | Nürnberg, Bibliothek des Germanischen Nationalmuseums: Hs. 4365a  | Nibelungenlied                                              | Anfang 14. Jh.                       | Fragment, 2 Doppelblätter in 43 Querstreifen zerschnitten. Zugehörig: N2. | ostfränkisch oder ostmitteldeutsch                     | – | 2098 HSP | Katalog Digitalisat                    |           |
| N2                                              | Nürnberg, Bibliothek des Germanischen Nationalmuseums: Hs. 2841a  | Klage                                                       | Anfang 14. Jh.                       | Fragment, 1 Doppelblatt. Zugehörig: N1. | ostfränkisch oder ostmitteldeutsch                     | – | 2098 HSP | Katalog Digitalisat                    |           |
| N3                                              | Würzburg, Universitätsbibliothek Würzburg Dt. Fragm. 2            | Nibelungenlied                                              | Anfang 14. Jh.                       | Fragment, 1 Blatt in der Mitte durchgeschnitten, 1 Querstreifen. | ostfränkisch oder ostmitteldeutsch                     | – | 2098 HSP | –                                      | –         |
| O                                               | Krakau, Jagiellonische Bibliothek Berol. mgq 792                  | Nibelungenlied                                              | 4. Viertel 13. Jh                    | Fragment, Reste eines Doppelblattes. | bairisch-österreichisch                                | Ehemals: Staatsbibliothek zu Berlin Ms. germ. Quart. 792 | 1016     | Digitalisat                            |           |
| P                                               | Krakau, Jagiellonische Bibliothek Berol. mgq 1895 Nr. 8           | Klage                                                       | Anfang 14. Jh                        | Fragment, 2 Streifen eines Blattes. | westliches Oberfränkisch                               | Ehemals: Staatsbibliothek zu Berlin Ms. germ. Quart. 1895 Nr. 8 | 2630     | Digitalisat                            |           |
| Q(a)                                            | Freiburg, Universitätsbibliothek Freiburg Hs. 511                 | Nibelungenlied                                              | 1. Drittel 14. Jh.                   | Fragment, 2 Doppelblätter. Zugehörig: Q(b), Q(c, d). | bairisch-österreichisch                                | Altsignatur Ms. 511. Ehemals: Privatbesitz Franz Karl Grieshaber, Rastatt. | 5448     | Katalog Wiss. Beschreibung Digitalisat |           |
| Q(b)                                            | München, Bayerisches Hauptstaatsarchiv Fragm.-Slg. A II 1         | Nibelungenlied                                              | 1. Drittel 14. Jh.                   | Fragment, 2 Doppelblätter, 8 Blattteile. Zugehörig: Q(a), Q(c, d). | bairisch-österreichisch                                | Ehemals: Staatsarchiv München Fragm.-Slg. Nr. 2. | 5448     | Katalog Digitalisat                    | –         |
| Q(c, d)                                         | Rosenheim, Stadtarchiv Rosenheim Fra Hs-g 1                       | Nibelungenlied                                              | 1. Drittel 14. Jh.                   | Fragment, 7 Blätter, 1 Doppelblatt, 2 unten verstümmelte Einzelblätter, 3 Streifen eines Blattes. Zugehörig: Q(a), Q(b). | bairisch-österreichisch                                | Altsignatur: B/H 1211. | 5448     |                                        | –         |
| R                                               | Nürnberg, Bibliothek des Germanischen Nationalmuseums Hs. 22066   | Nibelungenlied                                              | zwischen 1251 und 1300               | Fragment, Reste eines Doppelblattes, das sekundär als Buch-/Koperteinband benutzt wurde. | oberdeutsch (bairisch)                                 | – | 1091 HSP | Katalog Digitalisat                    |           |
| S1                                              | Prag, Nationalbibliothek der Tschechischen Republik Cod. XXIV.C.2 | Nibelungenlied                                              | 2. Viertel 13. Jh.                   | Fragment, 3 Querstreifen, davon 2 mit Text aus einem Doppelblatt und 1 ohne Text aus einem (demselben?) Doppelblatt. Zugehörig: S2, S3.                                                                                      | bairisch-österreichisch                                | Ehemals: Nationalbibliothek Prag Fragm. germ. 2. Tschechischer Text: Paraphrase der 1. Str. des 'Nibelungenlieds'?; Nachtrag (noch aus dem 13. Jh.?) auf Rasur. | 1087     | –                                      | –         |
| S2                                              | Prag, Nationalbibliothek der Tschechischen Republik Cod. I E a 1  | Nibelungenlied                                              | 2. Viertel 13. Jh.                   | Fragment, Rest eines Doppelblattes. Zugehörig: S1, S3. | bairisch-österreichisch                                | – | 1087     | –                                      | –         |
| S3                                              | Prag, Nationalbibliothek der Tschechischen Republik Cod. I E a 2  | Klage                                                       | 2. Viertel 13. Jh.                   | Fragment, Rest eines Doppelblattes. Zugehörig: S1, S2. | bairisch-österreichisch                                | – | 1087     | –                                      | –         |
| T                                               | London, British Library MS Egerton 2323a                          | Fragment, Nibelungenlied (Nevelingenlied) Fol. 1r–1v, 2r–2v | Ende 13. oder Anfang 14. Jh.         | Fragment, 2 Blätter. | mittelniederländisch                                   | Mitüberlieferung: Jacob van Maerlant: van bere Wisslau die saghe Fol. 3r–4v. | 3626     | Katalog Digitalisat                    | –         |
| U1                                              | Nürnberg, Bibliothek des Germanischen Nationalmuseums Hs. 42567   | Nibelungenlied                                              | 1. Hälfte 14. Jh.                    | Fragment, 1 Blatt. Zugehörig: U2. | bairisch                                               | Ehemals: Kupferstichkabinett des Germanischen Nationalmuseums S.D. 3701"; Privatbesitz Ploner, Innsbruck. 1880 als Deckblatt eines Bildes in Innsbruck entdeckt. | 2079 HSP | Katalog Digitalisat                    |           |
| U2                                              | Brixen, Provinzbibliothek der Südtiroler Kapuziner, ohne Signatur | Klage                                                       | 1. Hälfte 14. Jh.                    | Fragment, 1 Blatt. Zugehörig: U1. | bairisch                                               | 1904 entdeckt im Kapuzinerkloster Sterzing, ohne Signatur; Kapuzinerkloster Klausen, ohne Signatur. | 2079     | –                                      | –         |
| V                                               | Vorau, Stiftsbibliothek Vorau Fragm. aus Cod. 138                 | Nibelungenlied                                              | Anfang 14. Jh.                       | Fragment, 1 obere Hälfte eines Doppelblattes, 1 vollständiges Doppelblatt zusammengesetzt aus 34 Querstreifen. | oberdeutsch                                            | 1937 in der Vorauer Papierhandschrift 138 entdeckt. | 2163     | –                                      | –         |
| W                                               | Melk, Stiftsbibliothek Melk Fragm. germ. 6                        | Nibelungenlied                                              | 4. Viertel 13. Jh.                   | Fragment, 6 Falzstreifen. | bairisch-österreichisch                                | – | 1662     | Katalog Digitalisat                    |           |
| X                                               | Wien, Österreichische Nationalbibliothek Cod. 14281               | Nibelungenlied                                              | Ende 13. Jh.                         | Fragment, 2 Längsstreifen eines Blattes. | bairisch-österreichisch                                | 1880 erworben. | 1085     | Katalog Digitalisat                    |           |
| Y                                               | Trient, Stadtbibliothek Cod. 3035                                 | Nibelungenlied                                              | 14. Jh.                              | Fragment, 2 Blätter. | bairisch-österreichisch                                | – | 2437     | –                                      | –         |
| Z                                               | Klagenfurt, Universitätsbibliothek Klagenfurt Perg.-Hs. 46        | Nibelungenlied                                              | 2./3. Viertel 13. Jh.                | Fragment, 2 Doppelblätter aus 25 Falzstreifen zusammengesetzt. | bairisch-österreichisch                                | – | 1086     | Digitalisat                            |           |
| AA                                              | Amberg, Staatsarchiv Amberg Hss.-Fragm. 74                        | Klage                                                       | 14. Jh.                              | Fragment, 2 Streifen eines Blattes. | bairisch                                               | – | 2077     | –                                      | –         |
| a Maihinger Handschrift                         | Cologny, Bibliotheca Bodmeriana Cod. Bodm. 117                    | Nibelungenlied, Klage                                       | 2. Viertel 15. Jh.                   | 260 Blätter. | bairisch                                               | Ehemals: Fürstlich Oettingen-Wallersteinsche Bibliothek Maihingen Cod. I.3.4° 2; Besitzvermerk auf Fol. 260r: Disez buch ist maist(er) ian. Martin Bodmer. | 3625 HSP | Katalog Digitalisat                    | –         |
| b Hundeshagensche oder Hundshagener Handschrift | Berlin, Staatsbibliothek zu Berlin Ms. germ. fol. 855             | Nibelungenlied, Klage                                       | 1436–1442                            | 192 Blätter. | schwäbisch.                                            | Schreibort vermutlich Augsburg. | 3622 HSP | Katalog Digitalisat                    |           |
| c                                               | Wien, Österreichische Nationalbibliothek Cod. Q 4793              | Nibelungenlied                                              | vermutl. 14. Jh.                     | Unbekannt. Verschollen. | bairisch-österreichisch                                | Ehemals: Privatbesitz Wolfgang Lazius, Wien. Nach Lazius als Pergament-Handschrift, laut Wiener Handschriftenkatalog von 1576 jedoch als Papier-Handschrift ausgewiesen. | 2636     | –                                      | –         |
| d Ambraser Heldenbuch                           | Wien, Österreichische Nationalbibliothek Cod. Ser. nova 2663      | Nibelungenlied Fol. 95r-127v, Klage Fol. 131v-139v          | 1504–1516/17                         | Vorsatz und 238 Blätter | südbairisch                                            | Ehemals: Ambras Gruppe XXa, Nr. 118. Schreibort Bozen. | 3766     | Katalog Digitalisat                    |           |
| g                                               | Heidelberg, Universitätsbibliothek Heidelberg Cod. Pal. Germ. 844 | Nibelungenlied                                              | 1. Viertel 15. Jh                    | Fragment, Blätter 133–149. | rheinfränkisch                                         | – | 3637 HSP | Katalog Digitalisat                    |           |
| h                                               | Berlin, Staatsbibliothek zu Berlin Ms. germ. Fol. 681             | Nibelungenlied, Klage                                       | 1450–1455                            | 168 Blätter. | südbairisch                                            | – | 3623 HSP | –                                      | –         |
| i                                               | Krakau, Jagiellonische Bibliothek Berol. mgq 669                  | Nibelungenlied                                              | 1. Hälfte 15. Jh.                    | Fragment, 1 Blatt. | bairisch                                               | Ehemals: Staatsbibliothek zu Berlin Ms. Cod. germ. 669. | 3624     | –                                      | –         |
| k                                               | Wien, Österreichische Nationalbibliothek Cod. 15478               | Nibelungenlied Fol. 292r–496v                               | um 1480–1490                         | 205 Blätter. | bairisch-österreichisch                                | Altsignatur: Ms. 15478. | 3627     | Katalog Digitalisat                    |           |
| l                                               | Basel, Universitätsbibliothek Basel Cod. N I 1, 99a               | Nibelungenlied                                              | Mitte 14. Jh.                        | Fragment, 5 Doppelblätter. | alemannisch                                            | 1866 von einem Pfarrer aus Fanas/Prättigau entdeckt, über den Philologen Wilhelm Wackernagel an die Universitätsbibliothek Basel gelangt. | 2631     | Katalog Digitalisat                    |           |
| m Darmstädter Aventiurenverzeichnis             | Darmstadt, Universitäts- und Landesbibliothek Darmstadt Hs. 3249  | Nibelungenlied                                              | Mitte bis 2. Hälfte 14. Jh.          | Fragment, 1 Blatt. | rheinfränkisch                                         | – | 2182 HSP | –                                      | –         |
| n                                               | Darmstadt, Universitäts- und Landesbibliothek Darmstadt Hs. 4257  | Nibelungenlied                                              | 1449                                 | Fragment, 58 Blätter. Blätter 8–11, 29 verschollen. | rheinfränkisch                                         | Schreiber vermutlich Johannes Lang. Enge Verbindung zu Handschriften der Gruppe C. Rest einer zerlegten und verstümmelten Sammelhandschrift. Mitüberlieferung: Alpharts Tod, Staatsbibliothek zu Berlin mgf 856; Johannes von Würzburg: Wilhelm von Österreich, ULB Darmstadt Hs. 4314.                                                                              | 3520 HSP | Katalog Digitalisat                    |           |